# Ein Gruß aus Wien
Ein Gruß aus Wien ist ein US-amerikanischer Musikfilm von Steve Previn aus dem Jahr 1962. Er beruht auf einer Originalgeschichte von Robert A. Stemmle.

## Handlung
Nach einer viermonatigen Tournee durch Amerika kommen die Wiener Sängerknaben wieder in Wien an. Lokführerssohn Toni ist von den Sängern begeistert und erfährt vom Sänger Peter, dass man sich bei den Sängerknaben per Vorsingen bewerben kann. Obwohl sein Vater strikt gegen die sängerischen Ambitionen seines Sohnes ist, unterstützt ihn seine Mutter und begleitet ihn zum Vorsingen. Toni überzeugt und wird als neuer Sängerknabe aufgenommen. Auch Tonis Vater stimmt schließlich zu, dass Toni auf das Internat der Sängerknaben gehen darf, droht jedoch an, Toni von der Schule zu nehmen, wenn seine schulischen Leistungen unter dem Gesangstraining zu leiden beginnen. Toni hat nun einen Monat Zeit, um sich im Internat zu bewähren. Erst dann wird über seine endgültige Aufnahme entschieden.
Toni hat zu Beginn einen schweren Stand. Die Jungen im Internat sind schulisch schon viel weiter als er und Toni hat vor allem in Mathematik große Probleme. Gleichzeitig hat er eine so gute Stimme, dass ihm Chorleiter Max Heller Solopartien überträgt, die bisher der heimliche Star der Sängerknaben, Peter, singen durfte. Der kommt langsam in den Stimmbruch und reagiert nun umso eifersüchtiger auf Toni. Wo er nur kann, behindert er ihn. Als Toni bei einem Auftritt im Kinderkrankenhaus eine Solopartie singen soll, schließt Peter ihn im Vorbereitungszimmer ein. Toni steigt daraufhin aus dem Fenster und balanciert am Sims zum Fenster des nebenliegenden Zimmers, wo er auftreten soll. Wenig später nimmt Peter Tonis Radio an sich und stellt es an, obwohl Radiohören im Internat verboten ist. Es kommt zur großen Kissenschlacht, die am Ende Max beendet. Obwohl Toni glaubt, nun aus dem Internat geworfen zu werden, teilt ihm Direktor Eisinger mit, dass er die Probezeit bestanden habe. Toni ist nun ein festes Mitglied der Wiener Sängerknaben und Peter beginnt, ihn zu akzeptieren. Max fordert Peter auf, Toni zu fördern, und tatsächlich studiert Peter mit Toni eine Partie für einen Auftritt ein.
Bei einem Ausflug ist Peter mit einem Mal verschwunden und die Jungen finden ihn unweit ihrer Raststätte. Er dirigiert ein selbstgeschriebenes Lied vor sich hin und am Ende singen alle Jungen das von Peter geschriebene Lied. Für die Wiener Sängerknaben steht eine große Tournee an, die die Gruppe nach Indien, Japan und Australien bringen soll. Toni hat Befürchtungen, nicht mitreisen zu dürfen, weil seine Mathenoten so schlecht sind, doch setzt sich nun sein Vater für ihn ein, der längst das Talent seines Sohnes erkannt hat. Toni darf mitreisen. Kurz vor der Abfahrt führen die Sängerknaben noch eine Strauss-Oper auf, doch kann Peter bei den Proben plötzlich die hohen Töne nicht mehr treffen. Bei ihm hat der Stimmbruch eingesetzt, was automatisch das Ende seiner Zeit als Wiener Sängerknabe bedeutet. Toni jedoch will, dass er mit auf Tournee geht. Bei der Aufführung der Oper lässt er einen anderen Jungen hinter den Kulissen Peters Parts singen, während Peter auf der Bühne nur zu singen vorgibt. Als der Junge hinter den Kulissen jedoch von einer Sängergruppe umgerannt wird und dadurch seinen Einsatz verpasst, kommt der Schwindel ans Licht. Max kann dennoch durchsetzen, dass Peter mit auf die Tournee kommt – als sein Ersatzdirigent. Bei einem Konzert dirigiert Peter schließlich die Wiener Sängerknaben und das Publikum ist begeistert. Glücklich reiht sich Peter in die Sängergruppe ein und verbeugt sich beim Schlussapplaus mit der Gruppe.

## Produktion

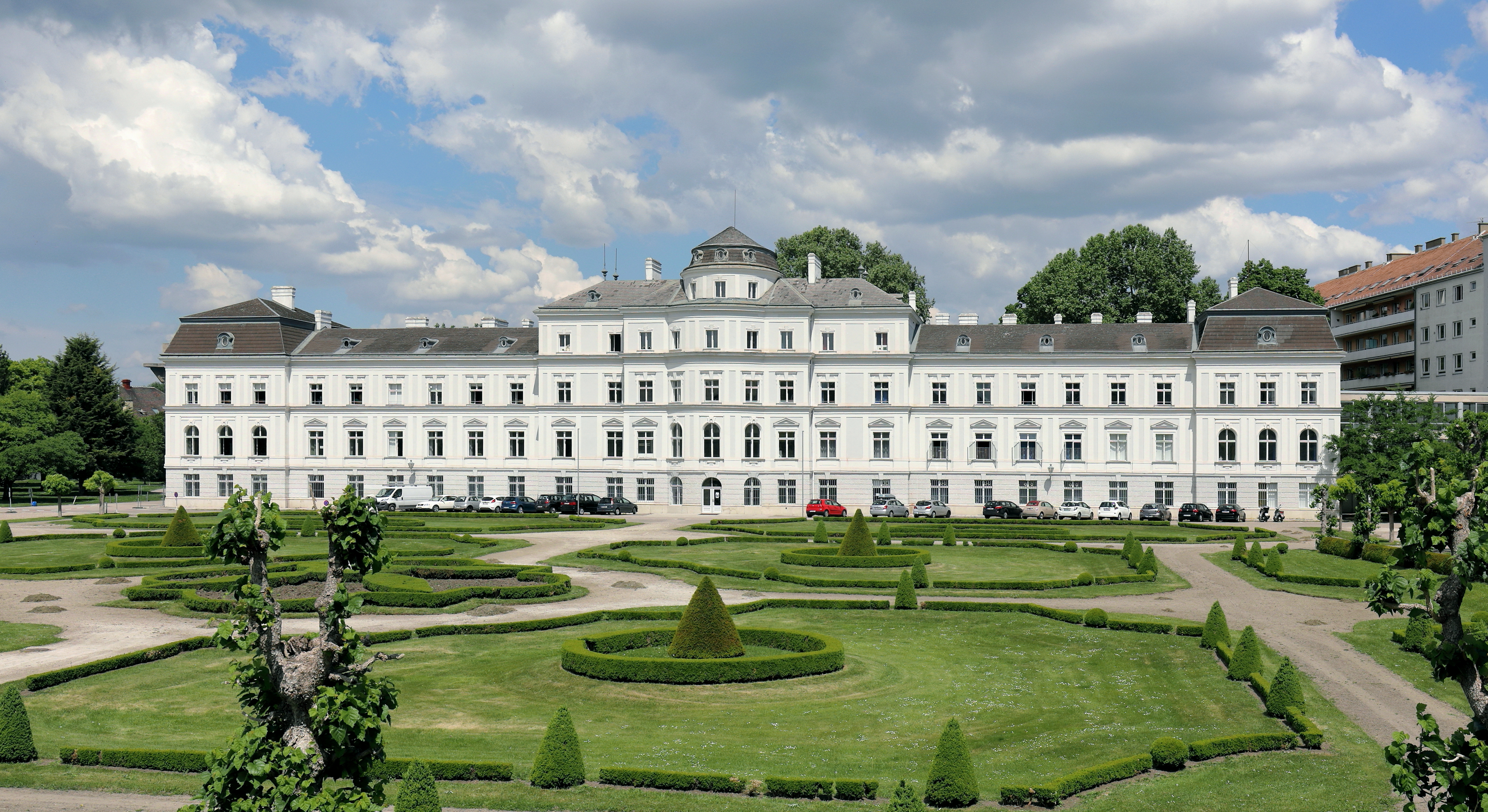
Palais Augarten, ein Drehort des Films

Ein Gruß aus Wien wurde 1961 vor Ort in Wien gedreht. Drehorte waren neben dem Palais Augarten, dem Heim der Wiener Sängerknaben, auch die Piaristenkirche Maria Treu in Wien, in der ein Auftritt der Sängerknaben gefilmt wurde. Die vier Haupt-Kinderdarsteller stammten aus England, während die restlichen Jungen echte Wiener Sängerknaben waren. Zahlreiche erwachsene Darsteller des Films stammten aus Österreich, dennoch wurde der Film ausschließlich auf Englisch gedreht. Peter Weck, der im Film den Chorleiter Max Haller spielte, war in seiner Kinderzeit selbst bei den Wiener Sängerknaben gewesen und hatte zudem während seines Studiums angefangen, Dirigieren zu lernen, was er nun im Film anwenden konnte.
Der Film kam am 26. September 1962 in die US-amerikanischen Kinos. Er lief dabei als zweiter Teil eines Double Features mit Susi und Strolch an. Deutsche Erstaufführung war am 9. April 1965.
Die Bauten stammen aus den Händen des Ehepaars Werner und Isabella Schlichting, die Kostüme von Leo Bei, der Ton von Herbert Janeczka. Rudolf Nussgruber diente hier zum letzten Male als Regieassistent, Willy Egger als Aufnahmeleiter. Zu den gespielten Musikstücken gehören Kompositionen von Johannes Brahms, Johann Strauss (Sohn) und Franz Schubert.
Im Film sind zahlreiche Lieder zu hören, die teilweise ins Englische übersetzt wurden und teilweise auf Deutsch oder Latein gesungen wurden. Unter anderem sind Greensleeves, Der Lindenbaum und Der Postbote zu hören.

## Kritik
„Über die beispiellose Pädagogengüte des Films und seinen ziemlich steif gespielten jugendlichen Übermut triumphiert der herrliche Chorgesang: Volks- und Kunstlieder von Brahms, Schubert und Strauß“, befand der film-dienst. „Verschnarchter Donau-Schmäh à la Disney“, urteilte Cinema. Der Evangelische Film-Beobachter zog folgendes Fazit: „Anspruchslos-bunter Bilderbogen, der nur durch eine Fülle schöner Musik Interesse verdient.“